# Nowoczesna
Nowoczesna (též .Nowoczesna, do roku 2017 také Nowoczesna Ryszarda Petru) je politická strana v Polsku, založená v květnu 2015 ekonomem Ryszardem Petru. Hlásí se k volnému trhu, ekonomickému liberalismu a zastává prounijní postoje. Při parlamentních volbách v roce 2015 obdržela 7,6 % hlasů a získala 28 míst v Sejmu. Dne 25. listopadu 2017 nahradila Ryszarda Petru, tehdejšího předsedu strany, Katarzyna Lubnauerová.

## Hlavní programové zásady
- budování moderní společnosti, důraz na inovativní podnikání
- volný trh
- snižování nákladů na práci
- zrušení státních zásahů do ekonomiky a ukončení subvencí pro nerentabilní odvětví
- zrušení privilegií některých skupin zaměstnanců jako jsou např. zemědělci nebo horníci
- umožnění hlasování přes internet

## Hodnotové otázky
V hodnotových otázkách Nowoczesna prosazuje:
- společenský kompromis v otázce potratů
- zavedení registrovaného partnerství
- proplácení umělého oplodnění in vitro ze státního rozpočtu
- zastavit proplácení výuky náboženství ze státního rozpočtu